# Maria del Pilar Maspons i Labrós
Maria del Pilar Maspons i Labrós, nota anche con lo pseudonimo di Maria de Bell-lloc (Barcellona, 1841 – Barcellona, 1907), è stata una poetessa e scrittrice spagnola di origine catalana.
Scrivendo sotto pseudonimo (a volte scritto Bell-lloch), che ha usato tutta la sua carriera, è nota come una delle prime donne folcloriste spagnole e la prima scrittrice donna ad essere pubblicata in catalano.

## Biografia
Maria de Bell-lloc è stata una scrittrice del periodo del rinascimento catalano ed è stata molto attiva sin dal suo esordio nel 1865. Fu influenzata dalle tendenze di questo movimento, che divenne noto per il romanticismo dei personaggi medievali, il patriottismo e il tradizionalismo. È stata anche una delle prime donne folcloriste a condurre lavori sul campo per raccogliere e trascrivere leggende catalane e narrazioni etnografiche che in seguito ha rielaborato.
Maria scrisse del proprio retaggio catalano; le sue storie e le sue poesie erano ambientate nei paesaggi della regione di Vallès vicino a Barcellona, in Spagna. Era un luogo che le era molto caro poiché la famiglia Maspons possedeva la casa padronale di Bigues e spesso vi si recava.
Le sue poesie furono pubblicate in numerose riviste e periodici catalani durante il corso della sua vita. Tra il 1865 e il 1882, i suoi scritti apparvero in riviste come Calendari Català, Lo Gay Saber, La Renaxensa, La Veu de Montserrat, La Llumanera de Nova York, La Veu de Catalunya e Il·lustració Catalana. Pubblicò altresì due raccolte di poesie: Salabrugas (1874) e Poesies (non datata).
È nota per essere stata la prima autrice a pubblicare un romanzo nella letteratura catalana contemporanea, Vigatans i botiflers, pubblicato tra il 1878 e il 1879, ambientato durante la guerra di successione spagnola (1701-1714). Il suo libro descrive la morte di combattenti per l'indipendenza durante la guerra e la perdita dei diritti dei catalani.
Nel maggio 1879, Maria pubblicò due poesie e leggende in un numero speciale di La Llumanera de Nova York dedicato alle donne catalane, creato dallo scrittore Dolors Monserdà.
Maria Maspons è nota per aver svolto un'esaustiva ricerca sul campo del folclore catalano con suo fratello, lo scrittore Francisco Maspons y Labrós (in catalano, Francesc de Sales Maspons i Labrós) e suo cognato Francesc Pelai Briz. Insieme, decisero di raccogliere le espressioni della letteratura popolare catalana. Francesc de Sales collezionò favole, giochi per bambini e tradizioni, Francesc Pelai si concentrò su canti e indovinelli e Maria de Bell-lloc raccolse leggende e tradizioni.
Il 13 maggio 1880, l'Associazione Catalana Escursioni organizzò una serata letteraria in cui venivano lette le storie tradizionali di Maria sul monte Montseny. Nel 1885 Maria fu nominata membro onorario della sezione folcloristica catalana dell'Associazione. Pochi anni dopo, Maria entrò nella fase finale della sua produzione con la pubblicazione in The Catalan Illustration di "Four Traditions" (1889) e "Four Other Traditions of the Time of the Recapture" (1894).

## Opere selezionate
Le sue opere comprendono poesie e leggende.
- Lloances (1866)
- Salabrugas, poesias catalanas (1874), con un prologo di Joan Sardà[5]
- Narracions y llegendas (1875)
- Vigatans y botiflers, novela histórica (1878)
- Montseny (1880)
- Llegendas catalanas (1881)
- Costumi i tradicions del Vallès (1882), con una prima parte dedicata alla descrizione dei costumi, credenze e feste popolari, e una seconda parte con 22 leggende sui luoghi della regione di Vallès
- Elisabeth de Mur (1924), che comprende più di 70 storie e racconti
- Poesies (senza data)

## Riconoscimenti
Durante una presentazione del libro Llegendari, Joan Armangué i Herrero confermò che Maria è stata un'esponente essenziale del movimento folcloristico.
Anche se non ha ricevuto alcun premio per le sue poesie, ne ha guadagnati diversi per altro genere di scritti.
- 1869 – Primo posto al Gelsomino d'Argento, a Lleida
- 1875 – Menzione speciale ai Giochi floreali di Barcellona per Narracions i llegendes.
- 1880 – Premio ai Giochi floreali di Barcellona per Montseny
- 1880 – Premio Gioiello Artistico e Allegorico dell'Associazione Catalana Escursioni Catalane per la raccolta di leggende  Montseny
- 1882 – Premio ai Giochi floreali di Barcellona per Costums i tradicions del Vallès
- 1882 – Premio scientifico-letterario del Casinò di Granoller per la raccolta di racconti Costums i tradicions del Vallès